# بال‌لاکی سدری
بال‌لاکی سدری (نام علمی: Bombycilla cedrorum) پرنده‌ای از سردهٔ بال‌لاکی از راستهٔ گنجشک‌سانان است که در مناطق باز جنگلی آمریکای شمالی به ویژه جنوب کانادا و شمال ایالات متحده آمریکا یافت می‌شود. طول این پرنده بین ۱۵–۱۸ سانتی‌متر و وزن آن نزدیک ۳۰ گرم است. غذایش میوه‌های کوچک و حشرات است.

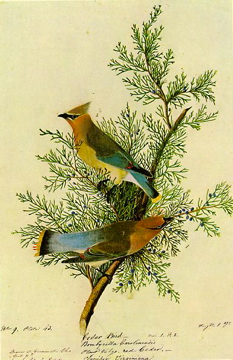
طرح بال‌لاکی سدری

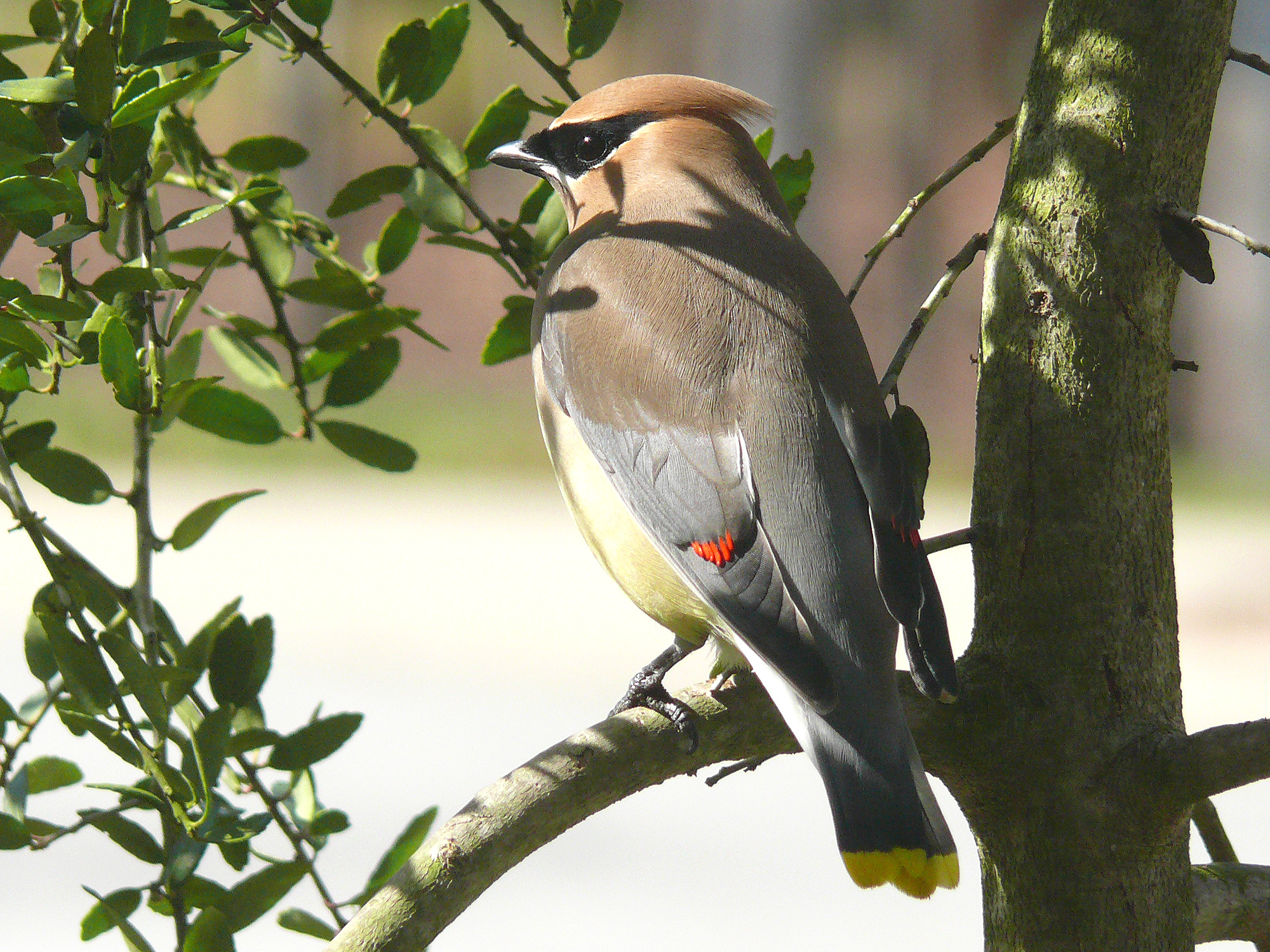
یک بال‌لاکی سدری